# 浅田次郎
淺田次郎（日语：／ Asada Jirō，1951年12月13日—），日本的小說家。

## 生平
本名岩戶 康次郎，生於東京中野區本町。曾加入自衛隊，之後做過包括服裝業的各種工作，同時持續寫作與投稿。1995年以《穿越時空‧地下鐵》獲得吉川英治文學新人獎。1997年靠《鐵道員》獲得直木獎。其餘作品包括《壬生義士傳》、《椿山課長之七日間》、《請神容易送神難》、《蒼穹之昴》系列等。有相當多的作品被改編為影視作品，被視為繼承日本大眾小說傳統的代表性作家之一。